# Stazione di Buonconvento
La stazione di Buonconvento è una stazione ferroviaria posta sulla ferrovia Siena-Grosseto a servizio del comune di Buonconvento. La gestione degli impianti è affidata a Rete Ferroviaria Italiana (RFI).

## Struttura ed impianti

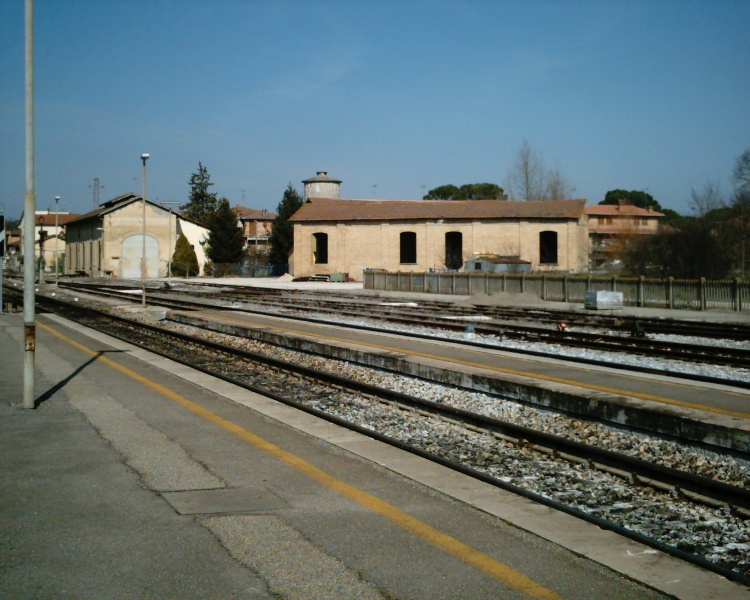
Veduta della ex rimessa locomotive (sulla sinistra della foto, murata e parallela ai binari), di un altro edificio di servizio (al centro) e della torre idrica (alle spalle dell'edificio di servizio).

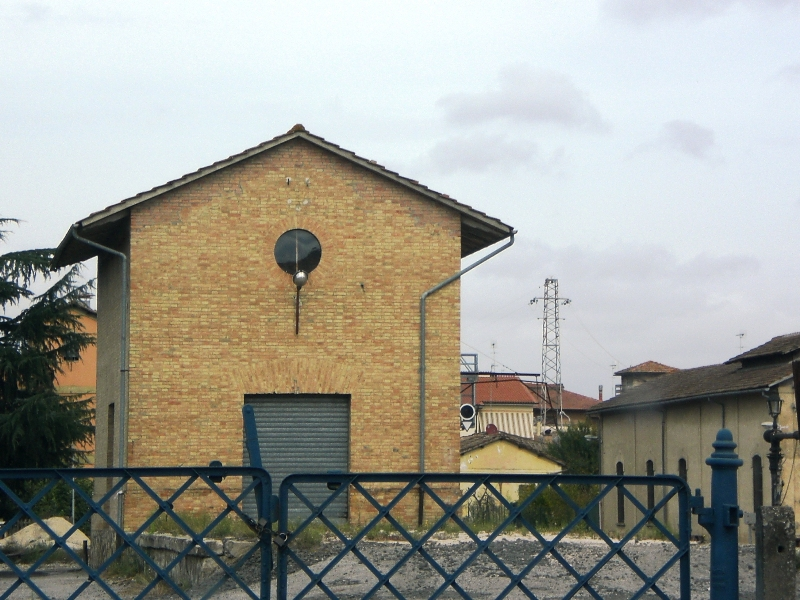
L'ex magazzino merci con piano di carico; si noti sulla destra della foto la rimessa locomotive prima che le aperture fossero murate.

Il fabbricato viaggiatori si compone di due livelli entrambi chiusi al pubblico. L'edificio è in mattoni rossi. 
Al piano terra sono presenti due finestre e due porte ad arco ribassato mentre al piano superiore ci sono quattro finestre, sempre ad arco ribassato, in corrispondenza delle aperture inferiori; tutte le finestre sono decorate da un cornicione, rettangolare in pietra bianca, che risalta sul mattone rosso. A separazione dei due livelli è stata posta una cornice marcapiano.
Sulla parete sud del fabbricato viaggiatori, sono presenti i servizi ai viaggiatori che erano stati rimossi dall'interno dopo la chiusura degli interni del fabbricato.
La stazione disponeva di un'area adibita a scalo merci (dotata di un piccolo magazzino merci) e situata nella parte ovest del piazzale, e di un piccolo fascio destinato al ricovero dei mezzi nell'area nord-est del piazzale ferroviario: si possono notare ancora oggi una tipica rimessa locomotive italiana (con le aperture oggigiorno murate) posta parallelamente ai binari e un ulteriore edificio adibito probabilmente a piccola officina o a locale di servizio per i lavori di manutenzione della linea (locali del Servizio Lavori). Oggi (2010), il servizio merci, è completamente cessato.
Il piazzale è composto da quattro binari: il primo (di corretto tracciato) e il secondo (per gli incroci/precedenze) sono usati per il servizio passeggeri, mentre gli altri due binari (3° e 4°) erano destinati al servizio merci/manutenzione e oggi (2010) non sono più utilizzati. Sono inoltre presenti binari che raccordavano la stazione con le vicine industrie.
Nell'area del piazzale, data l'importanza che la stazione ha rivestito in passato, si trova un'imponente torre dell'acqua e numerose colonne idriche che rifornivano d'acqua le locomotive a vapore
I binari 1 e 2 sono dotati di banchina e collegati fra loro da un semplice passaggio a raso; sulla banchina del binario 1 è presente una pensilina in acciaio e plexiglas al cui interno sono disposte alcune panchine. Questo è l'unico riparo a servizio dei viaggiatori dato che la stazione non dispone di una sala di attesa.

## Movimento

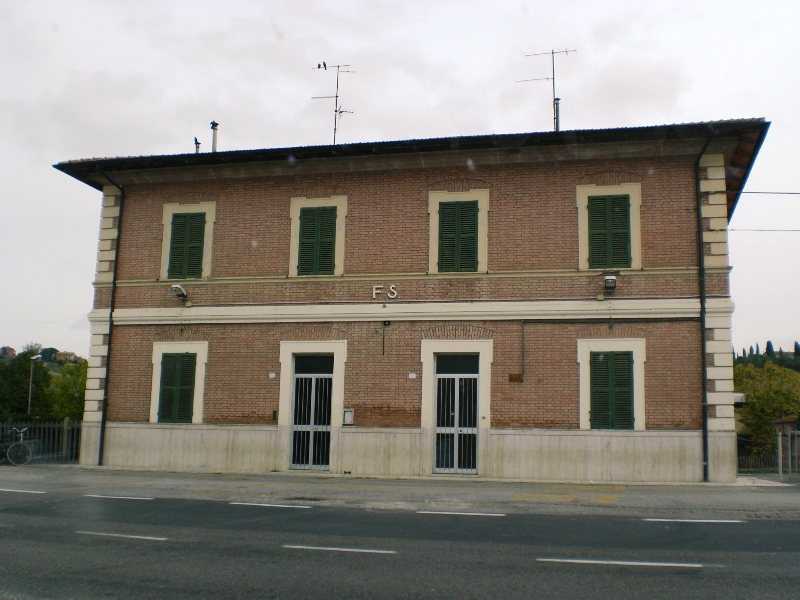
Vista lato strada del fabbricato viaggiatori.

Il servizio passeggeri è svolto da Trenitalia nell'ambito del contratto di servizio stipulato con la Regione Toscana.
I treni sono tipo Regionale e Regionale Veloce, con destinazioni di Siena, Grosseto, Empoli e Firenze SMN.

## Servizi
Ai fini commerciali la stazione è classificata da RFI nella categoria Bronze.